# Harnröhrenstöpsel
Ein Harnröhrenstöpsel (auch Urethralstöpsel oder Urethral Insert) ist ein kleiner, gelgefüllter Stab, den Frauen bei stressbedingter Harninkontinenz benutzen.
Ein weicher, mit Gel gefüllter Ballon wird mit einem Applizierstab vollständig in die Harnröhre eingeführt; danach wird der Applizierstab wieder herausgezogen, und die Gelmasse dehnt sich aus, womit ein ungewolltes Hinausrutschen verhindert wird. Zur Miktion wird der Stöpsel herausgezogen.
Der Stöpsel ist eine relativ neue Erfindung aus den USA und wird dort unter dem Markennamen FemSoft von der Firma Rochester Medical gehandelt. In Deutschland wird das Produkt durch die German Health Care GmbH vertrieben. Das Gerät verschließt die Harnröhre vollständig und bietet somit einen sicheren und bequemen Schutz vor ungewolltem Harnverlust. Im Gegensatz zu den üblichen Maßnahmen wie Windeln oder Gummihosen ist der kaum sichtbare Stöpsel angenehmer und alltagstauglicher. Der Harnabgang wird im Vorfeld unterbunden, wodurch die bei anderen Maßnahmen anzutreffenden Probleme wie Hautreizungen oder Geruchsbildung verhindert werden. Allerdings ist die Behandlung nicht ohne Nebenwirkungen, so kam es bei mehr als 30 Prozent der behandelten Frauen zu Entzündungssymptomen. Außerdem ist der Stöpsel konstruktionsbedingt nicht wiederverwendbar und muss nach jeder Miktion erneuert werden.
Der Harnröhrenstöpsel ist nur für Frauen erhältlich, da die männliche Harnröhre für diese Anwendung zu lang ist.